# Henry D. Hatfield
Henry Drury Hatfield, född 15 september 1875 i Logan County, West Virginia, död 23 oktober 1962 i Huntington, West Virginia, var en amerikansk republikansk politiker och kirurg. Han var den 14:e guvernören i delstaten West Virginia 1913-1917. Han representerade West Virginia i USA:s senat 1929-1935.
Hatfield avlade kandidatexamen vid Franklin College i New Athens, Ohio. Han studerade sedan medicin vid University of Louisville och New York University. Han gifte sig 27 mars 1895 med South Carolina Bronson. Han var chefskirurg på State Hospital #1 i Welch, West Virginia 1899-1913. Han valdes 1911 till ordförande i delstatens senat i West Virginia.
Hatfield stod fackföreningsrörelsen nära under sin tid som guvernör. Han förespråkade arbetarnas rättigheter. Han tog värvning i USA:s armé efter sin tid som guvernör. Han var stationerad till ett militärsjukhus i Detroit under första världskriget och han befordrades till major. Han utmanade sittande senatorn Matthew M. Neely i senatsvalet 1928 och vann. Han kandiderade sex år senare till omval men förlorade mot demokraten Rush D. Holt.
Hatfield var metodist, frimurare och medlem av Odd Fellows.